# Ficus endospermifolia
Ficus endospermifolia är en mullbärsväxtart som beskrevs av Edred John Henry Corner. Ficus endospermifolia ingår i släktet fikonsläktet, och familjen mullbärsväxter. Inga underarter finns listade i Catalogue of Life.